# GQ السبع b
GQ السبع b هو كوكب خارج المجموعة الشمسية أو قزم بني يدور حول نجم متغير في كوكبة السبع يسمى GQ السبع. يقدر بعد الكوكب عن الأرض بنحو 500 سنة ضوئية. تم الإعلان عن اكتشافه في أبريل 2005. مع 2M1207b، وكان هذا الكوكب واحدا من أول كوكب خارج المجموعة الشمسية المرشحة للتصوير مباشرة. تم التقاط الصورة بواسطة المقراب العظيم في مرصد بارانال في تشيلي يوم 25 يونيو 2004.
نوع طيف GQ السبع b بين M6 و L0 يتوافق هذا مع درجة حرارة تقارب 2650 كلفن. يقع الكوكب على مسافة تقدر بحوالي 100 وحدة فلكية من نجمه مما يجعل فترتة المدارية المتوقعة 1200 سنة، ويعتقد أنة أضخم بعدة مرات من كوكب المشتري. ولا يمكن تحديد كتلة GQ السبع b على وجه الدقة لأن النماذج النظرية التي تستخدم للتنبؤ بالكتل الكوكبية للأجرام في أنظمة النجوم الحديثة مثل GQ السبع b لا تزال تقريبية . تضع النماذج كتلة GQ السبع b بين بضع كتل مشترية و 36 كتلة مشترية  عند الحد الأعلى المتوقع لهذة الكتلة يمكن تصنيف GQ السبع b كقزم بني صغير بدلا من كوكب خارج المجموعة الشمسية.

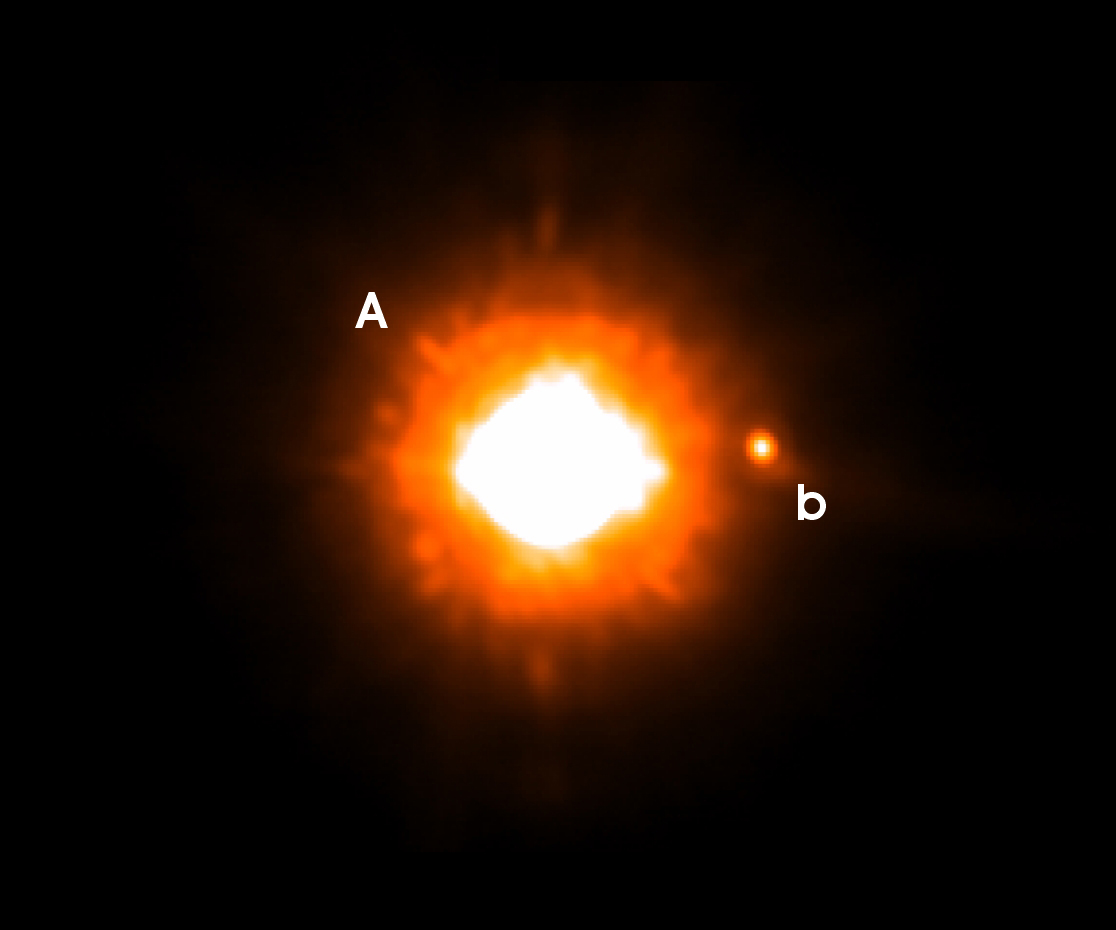
صورة من أداة المقراب العظيم ناكو للبصريات التكيفية لنجم GQ السبع في النطاق-Ks .نقطة الضوء الخافتة على يمين النجم هي المرافق البارد للنجم أخفت بنحو 250 من النجم ويقع عند 0.73 ثانية قوسية غرباً من النجم ، وهذا يتوافق مع مسافة تقارب 100 وحدة فلكية.(الشمال للأعلى والشرق لليسار)